# Марнер, Ричард
Александр Павлович Молчанов, известный под псевдонимом Ричард Марнер (англ. Richard Marner; 27 марта 1921, Петроград, РСФСР — 18 марта 2004, Перт (Шотландия) — русский характерный актёр театра, кино и телевидения, чья профессиональная и творческая карьера развивалась в Великобритании. Наиболее прославился как исполнитель роли полковника фон Штрома в культовом британском телесериале «Алло, алло!»

## Биография
Молчанов родился в красном Петрограде, в аристократической семье. Его отец — капитан Лейб-гвардии Семёновского полка Павел Молчанов (1887—1960), был ветераном Первой Мировой войны, а мать — Ирина (урождённая Новикова) приходилась внучкой известной «лондонской бабушке» — Ольге Новиковой, урождённой сестре славянофилов Киреевых, к которой семье Молчановых и было разрешено выехать через Финляндию в 1924 году. Отец Ирины, сын Ольги Николаевны и дед Александра, был известным русским земским деятелем и эсэром, что не помешало ему окончить свои дни в чине статского советника.
Прабабушка Молчанова проживала в Лондоне на Харли-стрит, известной своими врачами. После обучения в частной школе в Уэльсе, Александр устроился работать на должность ассистента известного русского тенора Владимира Розинга. Владел русским, английским, французским и немецким языками.
Во время Второй Мировой войны Молчанов записался в британские ВВС и был послан для обучения в Южноафриканский тренировочный центр, но впоследствии был комиссован по здоровью. В это время он принял решение поступить в театр, принял сценический псевдоним «Ричард Марнер», и начал карьеру в театре и кино.

### Артистическая карьера в Великобритании
Впервые проявил себя в театре в роли Дракулы. Снялся во многих культовых кинофильмах, включая один из фильмов сериала «Джеймс Бонд» — «Живёшь только дважды», и культовый триллер Джона Ле Карре «Шпион, пришедший с холода». Всего в творческой копилке Молчанова более 60 ролей в кино и на телевидении на протяжении полувека, не считая ролей театральных и рекламных.
Наиболее прославился исполнением ключевой роли коменданта оккупированного нацистами французского города Нувьона полковника Курта фон Штрома в классическом культовом британском телевизионном сериале «Алло, алло!» с 1982 по 1992 год.

### Семья
В 1947 году Молчанов женился на британской актрисе Полине Фарр. В браке родилась единственная дочь — Елена Молчанова. У самой Елены в браке родилось трое детей.
Александр Павлович был одним из 600 зарубежных делегатов первого «Конгресса соотечественников» после распада СССР.
Молчанов умер в шотландском Перте не дожив всего лишь девяти дней до своего 83-летия. Его супруга при жизни и после смерти актёра в частной жизни использует фамилию «Молчанова».

## Избранная фильмография[3]
- 1951 — Африканская королева — второй офицер Шоны
- 1952 — Мистер Поттс едет в Москву — русский караульный
- 1956 — Человек, который слишком много знал — помощник премьер-министра (нет в титрах)
- 1956 — Достичь небес — немецкий офицер в штабном автомобиле (нет в титрах)
- 1958 — Постоялый двор шестой степени счастья — русский солдат (нет в титрах)
- 1958 — Мистер Питкин в тылу врага — немецкий офицер (нет в титрах)
- 1964 — Дети проклятых / Children Of The Damned — сотрудник посольства СССР (нет в титрах)
- 1964 — Кольцо шпионов / Ring of Spies — полковник Монат
- Операция «Арбалет» (1965) — немецкий офицер (нет в титрах)
- Шпион, пришедший с холода (1965) — капитан Вопо
- Живёшь только дважды (1967) — офицер советского космического командного центра (нет в титрах)
- Грязная дюжина (1967) — немецкий часовой в замке (нет в титрах)
- Айседора (фильм) (1968) — (нет в титрах)
- Девушка с Петровки (1974) — пресс-секретарь Кремля
- Мальчики из Бразилии (1978) — Доринг
- Цена страха (2002) — Президент Зоркин (последняя кинороль Молчанова).